# Ljubomír Seykora

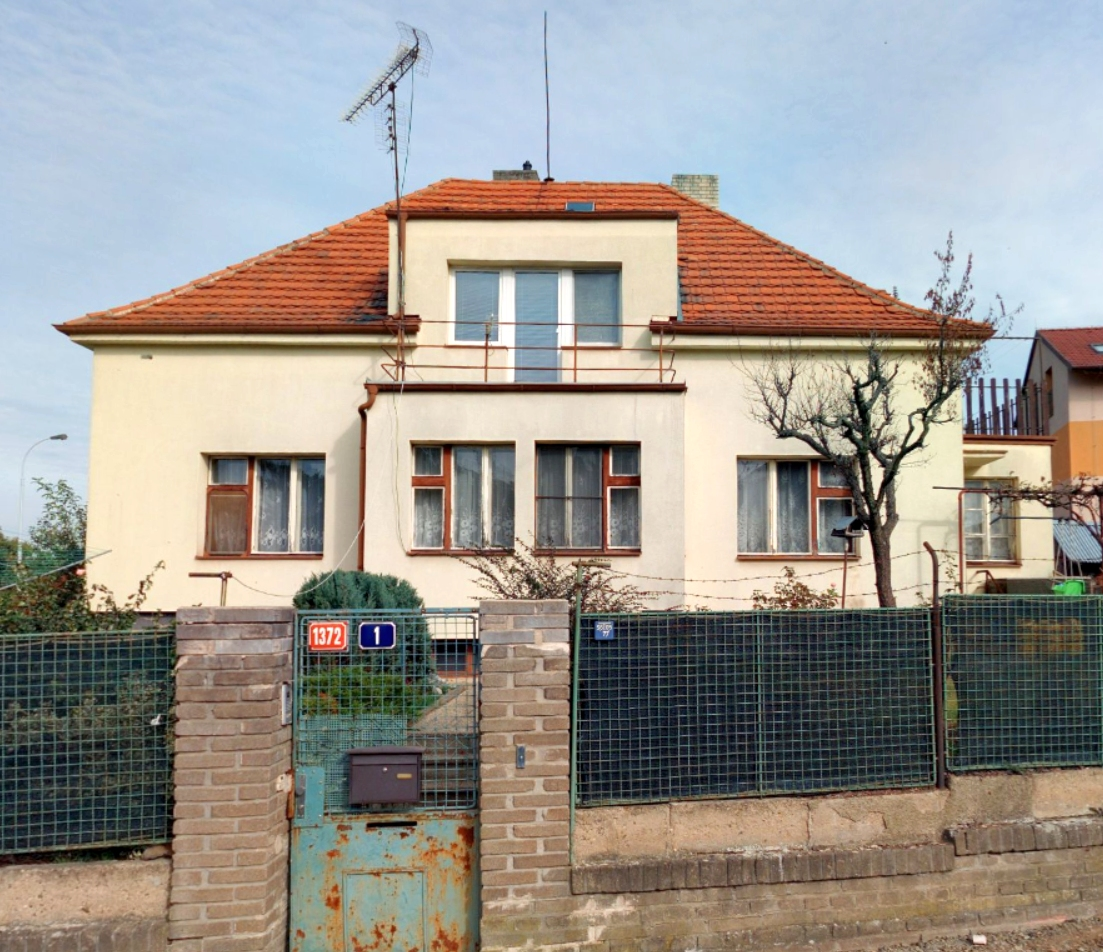
Dům na adrese: Revoluce 1372/1, 143 00 Praha 12 - Modřany, kde za protektorátu bydlel Ljubomír Sejkora a odkud několikrát vysílala Zatřepálkova ilegální radiová stanice KEY

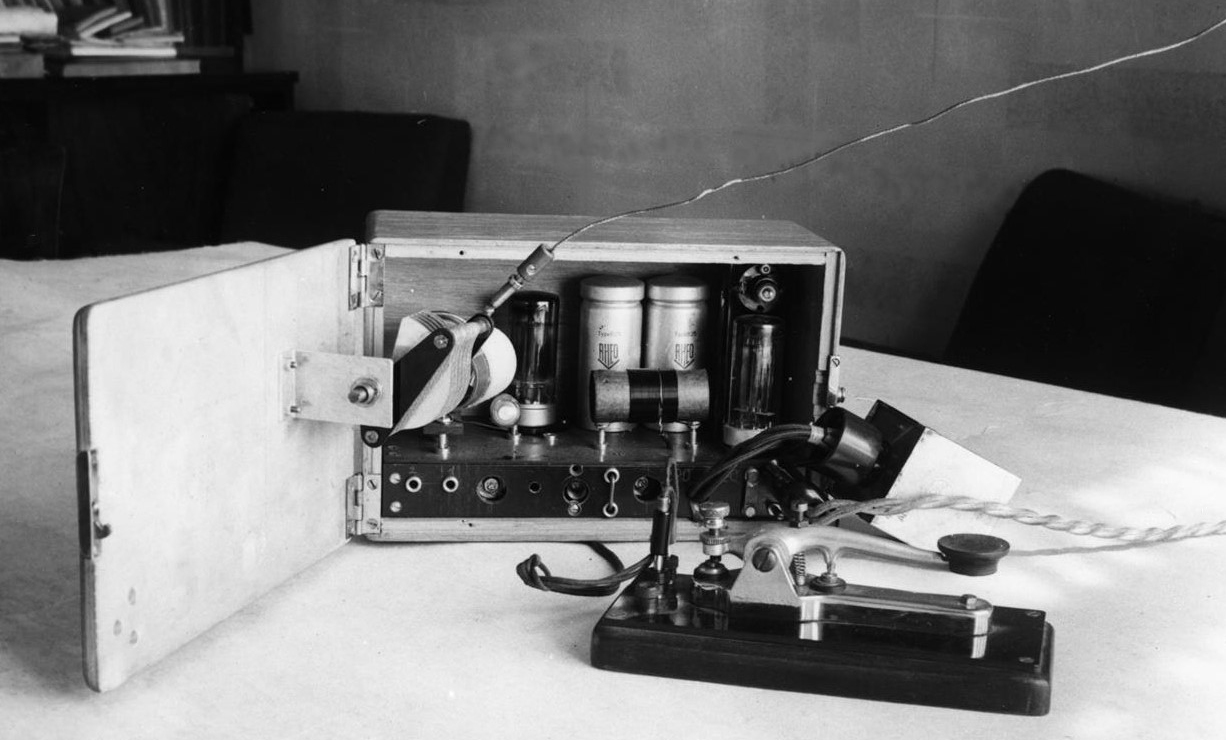
Amatérská vysílačka modřanské ilegální organizace pro spojení s Londýnem

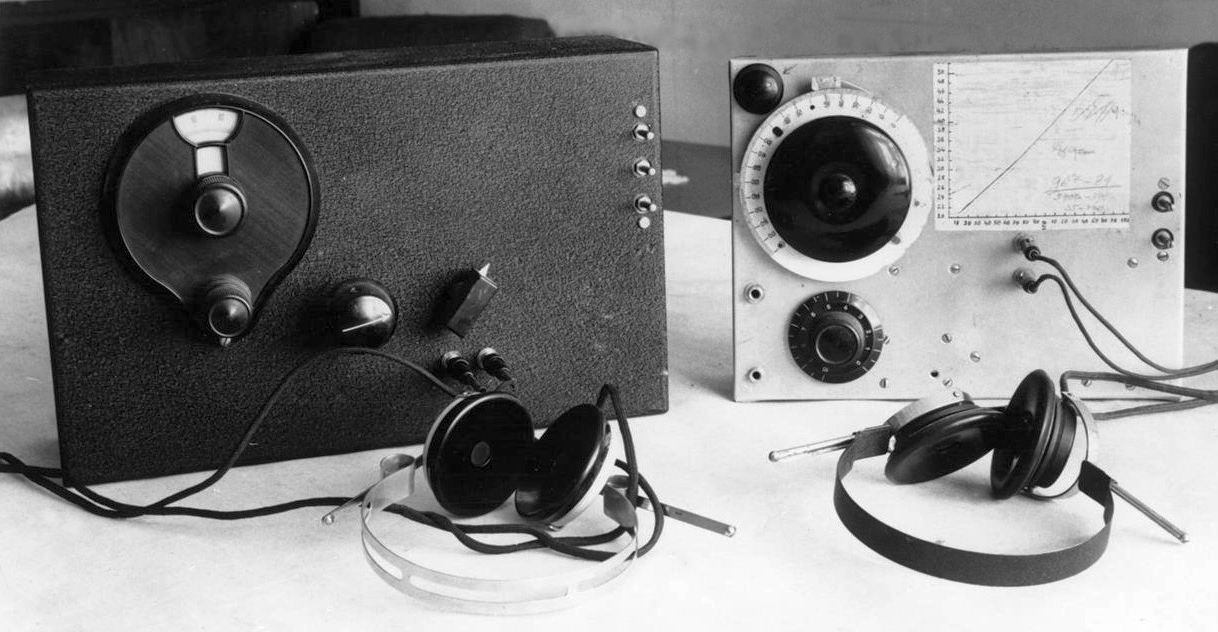
Amatérský krátkovlnný přijímač modřanské ilegální organizace pro příjem londýnského rozhlasu

Ljubomír Seykora (17. srpna 1891, Niš – 10. dubna 1960) byl v době Protektorátu Čechy a Morava činný v domácím odboji v pražské oblasti Modřan a Komořan. Účastnil se aktivně pražského květnového povstání a po druhé světové válce byl oceněn Československou vojenskou medailí Za zásluhy a Pamětním odznakem Svazu osvobozených politických vězňů a pozůstalých po obětech nacismu 1939–1945.

## Život

### Rodinný původ, první světová válka
Ljubomír Seykora se narodil 17. srpna 1891 v obci Niš v Srbsku. Jeho otec byl občanem rakousko-uherské monarchie a po návratu do Rakouska-Uherska odvedli jeho syna Ljubomíra do řad vojáků c. a k. rakousko-uherské armády, kde během první světové války nastoupil jako infanterista pražského pěšího pluku číslo 28.

### Druhá světová válka

#### Zapojení do domácího odboje
Po 15. březnu 1939 se Ljubomír zapojil do protiněmeckých aktivit. Ve svém domě, kde za protektorátu bydlel (na adrese: Revoluce 1372/1, 143 00 Praha 12 - Modřany) přechovával na půdě ilegálně držené zbraně. Také finančně a jinak hmotně podporoval rodiny zatčených odbojářů a pozůstalé po popravených příslušnících domácího odboje. Svým známým umožňoval tehdy přísně zakázaný poslech zahraničního rozhlasu na krátkých vlnách.
Členem ilegálního modřanského národního výboru se stal na jaře 1944. Tuto organizaci řídil stavitel František Kolman a Ljubomír zajišťoval spojení modřanských odbojářů s ilegálním národním výborem na Točné. Modřanská odbojová skupina úzce spolupracovala (prostřednictvím štábního kapitána Miloslava Zatřepálka) s pražskou vojenskou odbojovou organizací Obrana národa.

#### Generál František Bláha
Na začátku října 1944 se podařilo Seykorovi navázat kontakt s rozvětvenou východočeskou Obranou národa brigádního generála Františka Bláhy. Generál Bláha stál (coby vrchní velitel) v čele Obrany národa od 22. června 1944, kdy byl zatčen její dosavadní vrchní velitel generál Zdeněk Novák. Ve spolupráci s příslušníky britského para-výsadku Barium vybudoval generál Bláha ve východních Čechách mobilizační síť počítající s vytvořením čtyř divizí a jejich nasazením po přiblížení se fronty.
Ještě než se ale mohla patřičně rozvinout spolupráce modřanských odbojářů (respektive těch pražských) s Bláhovo východočeskou organizací zatklo gestapo 17. listopadu 1944 generála Františka Bláhu a následně pak rozbilo i celou ilegální východočeskou odbojovou strukturu. Rozbitím východočeské větve přišla Obrana národa o možnost využívat vysílačky para-výsadku Barium a tím i o kontakt s exilovou vládou v Londýně.

#### Modřanské vysílačky
Ilegální modřanský národní výbor zajistil (dle požadavku štábního kapitána Miloslava Zatřepálka) pořízení dvou vysílacích kompletů pro radiové spojení s Londýnem. Dvojici vysílaček (ATA a BOB) zkonstruovali mezi létem a podzimem roku 1944 radioamatéři Václav Hodek a Jaromír Šenk z Modřan a Zdeněk Kaván z Braníka. Z Londýna se podařilo Zatřepálkovi získat (kurýrní cestou přes Švýcarsko) volací označení KEY (resp. KEJ), šifrovací klíč i hesla.
Komunikační komplety (vysílačky a přijímače) byly uskladněny u Františka Kolmana, ale na vysílací relace se stěhovaly na různá stanoviště. Obvykle se ale vysílalo z verandy domu Ljubomíra Seykory, na jehož zahradě byla natrvalo instalována zamaskovaná drátová anténa. Od listopadu 1944 do poloviny března 1945 bylo odvysíláno celkově 11 zpravodajských relací, ale londýnské radiové ústředí z nich nezachytilo ani jedinou.

#### „Milada“
Dne 20. února 1945 se Ljubomír Seykora setkal se svém domě číslo popisné 1372 v Modřanech na Komořansku s Ivanem Prokofjevičem Kurilovičem (alias plukovníkem Suligou) – velitelem malého sovětského zpravodajského výsadku s názvem „Operace Lukaševič III. – Suliga“. Seykora poté informoval „o kontaktu“ patřičné odbojové struktury a 2. března 1945 se opět v jeho domě setkal Ivan Prokofjevič Kurilovič se štábním kapitánem Miloslavem Zatřepálkem a Františkem Kolmanem. Na tomto setkání došlo k vytvoření zpravodajské skupiny „Milada“. Ta byla tvořena ilegálním modřanským národním výborem a Zatřepálkovou skupinou Obrany národa.
„Milada“ se následně stala důležitým zdrojem zpravodajských informací, které putovaly přes Ljubomíra Seykoru na Točnou k „plukovníku Suligovi“ a odtud přes jeho radistu – československého nadporučíka Štefana Šahura (krycí jméno Ján Kolár) se dostávaly ke štábním zpravodajcům 1. ukrajinského frontu.

#### Zatčení a květnové povstání v Praze
V souvislosti s prozrazením Zatřepálkovy odbojové skupiny byl Ljubomír Seykora zatčen gestapem 29. března 1945 a zatčeni byli i mnozí členové modřanského ilegálního výboru. Seykora byl osvobozen 5. května 1945 v souvislosti s událostmi pražského květnového povstání. Do Modřan se vrátil (spolu s ostatními členy modřanského ilegálního národního výboru) v noci z 5. na 6. května 1945. Jimi vytvořený revoluční národní výbor následně převzal správu Modřan. 
Ljubomír Seykora zemřel ve věku 68 let dne 10. dubna 1960.

### Ocenění
Za organizační práci při řízení obce během bojů v květnu 1945 obdržel Ljubomír Seykora písemné uznání. To mu udělil generál František Slunečko – vojenský velitel Čech při pražském povstání 1945 a zároveň poslední velitel ilegální vojenské odbojové organizace Obrana národa. 
Za svoji odbojovou činnost získal Ljubomír Seykora tato ocenění:
- Československá vojenská medaile Za zásluhy (červen 1947);
- Pamětní odznak SOPVP 1939–1945; (leden 1948).